# Carney Chukwuemeka
Carney Chibueze Chukwuemeka (Eisenstadt, 20 ottobre 2003) è un calciatore inglese, centrocampista del Chelsea.

## Biografia
Anche il fratello maggiore Caleb (nato nel 2000) è un calciatore: i due hanno giocato insieme nelle giovanili del Northampton Town prima che Carney passasse all'Aston Villa, per poi essere riuniti nell'estate del 2021, quando anche Caleb è approdato al club di Birmingham.

## Caratteristiche tecniche
Centrocampista centrale con buoni doti da incursore, può essere utilizzato anche come trequartista in un 4-2-3-1; dotato di un buon tiro dalla media distanza, dà il meglio si sé in fase di rifinitura.
Per le sue caratteristiche, è stato paragonato a Paul Pogba e Dele Alli.

## Carriera

### Club

#### Aston Villa
Nato in Austria da una famiglia nigeriana di etnia Igbo, Chukwuemeka si trasferisce in giovane età in Inghilterra, dove si stabilisce nella città di Northampton; dopo aver iniziato a giocare nelle giovanili della squadra locale, il Northampton Town, nel 2016 il centrocampista viene acquistato dall'Aston Villa, che lo inserisce nella propria academy. Il 21 ottobre 2020, firma il suo primo contratto professionistico con i Villains.
Il 19 maggio 2021, Chukwuemeka fa il suo esordio in prima squadra, sostituendo Marvelous Nakamba nei minuti finali dell'incontro di Premier League vinto per 2-1 contro il Tottenham; al termine della stagione, viene premiato come miglior giocatore dell'Academy del club di Birmingham per l'annata 2020-2021. Negli stessi giorni, partecipa anche alla vittoria della FA Youth Cup da parte della formazione Under-18, che in finale sconfigge i pari età del Liverpool per 2-1.
Aggregato in pianta stabile alla prima squadra a partire dalla stagione seguente, il 28 agosto 2021 il centrocampista scende in campo da titolare per la prima volta, nel match di campionato pareggiato per 1-1 contro il Brentford. Confermato nelle rotazioni anche con l'arrivo di Steven Gerrard sulla panchina del Villa (in sostituzione di Dean Smith), lungo il resto dell'annata Chukwuemeka colleziona in tutto tredici presenze, di cui undici in campionato e due in Coppa di Lega.

#### Chelsea
Dopo aver rifiutato il rinnovo del contratto con l'Aston Villa e aver attirato l'attenzione di diverse squadre europee, il 4 agosto 2022 Chukwuemeka viene ceduto a titolo definitivo al Chelsea per circa 20 milioni di sterline (pari a poco più di 23 milioni di euro), firmando un contratto valido fino al 2028.
Debutta con i Blues l'8 ottobre seguente, sostituendo Conor Gallagher nei minuti finali della partita di campionato contro il Wolverhampton, vinta per 3-0.
Prestito al Borussia Dortmund
Il 3 febbraio 2025 passa in prestito fino al termine della stagione ai tedeschi del Borussia Dortmund.

### Nazionale
Grazie alle sue origini, Chukwuemeka ha potuto scegliere di rappresentare tre Paesi diversi a livello internazionale: l'Austria (in cui è nato), la Nigeria (terra d'origine dei suoi genitori) e l'Inghilterra (in cui si era stabilito con la famiglia).
Dopo aver scelto quest'ultima nazione, il centrocampista ha giocato per le rappresentative Under-17, Under-18, Under-19 (di cui è stato anche il capitano) e Under-20 dei Tre Leoni.
Nel giugno del 2022, è stato incluso nella squadra che ha rappresentato l'Inghilterra agli Europei Under-19 in Slovacchia. Durante la rassegna, il centrocampista ha segnato tre reti, di cui due nella fase a gironi (contro Austria e Serbia) e una nella finale contro Israele, partecipando attivamente alla vittoria finale del torneo da parte della nazionale dei Tre Leoni. A fine torneo, è stato nominato nella formazione ideale dell'Europeo.
Nel settembre del 2022, viene convocato in Under-20 e, successivamente, il 10 maggio 2023 è stato incluso dal selezionatore Foster nella lista dei convocati partecipanti al Mondiale di categoria in Argentina.

## Statistiche

### Presenze e reti nei club
Statistiche aggiornate al 12 dicembre 2024.
| Stagione           | Squadra            | Campionato         | Campionato | Campionato | Coppe nazionali | Coppe nazionali | Coppe nazionali | Coppe continentali | Coppe continentali | Coppe continentali | Altre coppe | Altre coppe | Altre coppe | Totale | Totale |
| Stagione           | Squadra            | Comp               | Pres       | Reti       | Comp            | Pres            | Reti            | Comp               | Pres               | Reti               | Comp        | Pres        | Reti        | Pres   | Reti   |
| ------------------ | ------------------ | ------------------ | ---------- | ---------- | --------------- | --------------- | --------------- | ------------------ | ------------------ | ------------------ | ----------- | ----------- | ----------- | ------ | ------ |
| 2020-2021          | Aston Villa        | PL                 | 2          | 0          | FACup+CdL       | 0               | 0               | -                  | -                  | -                  | -           | -           | -           | 2      | 0      |
| 2021-2022          | Aston Villa        | PL                 | 12         | 0          | FACup+CdL       | 0+2             | 0               | -                  | -                  | -                  | -           | -           | -           | 14     | 0      |
| Totale Aston Villa | Totale Aston Villa | Totale Aston Villa | 14         | 0          |                 | 2               | 0               |                    | -                  | -                  |             | -           | -           | 16     | 0      |
| 2022-2023          | Chelsea            | PL                 | 14         | 0          | FACup+CdL       | 1+0             | 0+0             | UCL                | 0                  | 0                  | -           | -           | -           | 15     | 0      |
| 2023-2024          | Chelsea            | PL                 | 9          | 1          | FACup+CdL       | 2+1             | 1+0             | -                  | -                  | -                  | -           | -           | -           | 12     | 2      |
| 2024-2025          | Chelsea            | PL                 | 0          | 0          | FACup+CdL       | 0+1             | 0               | UECL               | 4                  | 0                  | -           | -           | -           | 5      | 0      |
| Totale Chelsea     | Totale Chelsea     | Totale Chelsea     | 23         | 1          |                 | 5               | 1               |                    | 4                  | 0                  |             | -           | -           | 32     | 2      |
| Totale carriera    | Totale carriera    | Totale carriera    | 37         | 1          |                 | 7               | 1               |                    | 4                  | 0                  |             | -           | -           | 48     | 2      |

### Cronologia presenze e reti in nazionale
| Cronologia completa delle presenze e delle reti in nazionale ― Inghilterra under 20 | Cronologia completa delle presenze e delle reti in nazionale ― Inghilterra under 20 | Cronologia completa delle presenze e delle reti in nazionale ― Inghilterra under 20 | Cronologia completa delle presenze e delle reti in nazionale ― Inghilterra under 20 | Cronologia completa delle presenze e delle reti in nazionale ― Inghilterra under 20 | Cronologia completa delle presenze e delle reti in nazionale ― Inghilterra under 20 | Cronologia completa delle presenze e delle reti in nazionale ― Inghilterra under 20 | Cronologia completa delle presenze e delle reti in nazionale ― Inghilterra under 20 |
| Data                                                                                | Città                                                                               | In casa                                                                             | Risultato                                                                           | Ospiti                                                                              | Competizione                                                                        | Reti                                                                                | Note                                                                                |
| ----------------------------------------------------------------------------------- | ----------------------------------------------------------------------------------- | ----------------------------------------------------------------------------------- | ----------------------------------------------------------------------------------- | ----------------------------------------------------------------------------------- | ----------------------------------------------------------------------------------- | ----------------------------------------------------------------------------------- | ----------------------------------------------------------------------------------- |
| 31-5-2023                                                                           | La Plata                                                                            | Inghilterra under 20                                                                | 1 – 2                                                                               | Italia under 20                                                                     | Mondiali Under-20 2023 - Ottavi di finale                                           | -                                                                                   |                                                                                     |
| Totale                                                                              |                                                                                     | Presenze                                                                            | 1                                                                                   |                                                                                     | Reti                                                                                | 0                                                                                   |                                                                                     |

## Palmarès

### Club
- FA Youth Cup: 1

Aston Villa: 2020-2021

### Nazionale
- Campionato d'Europa Under-19: 1

2022

### Individuale
- Miglior giocatore del Campionato europeo di calcio Under-19: 1

2022